# Trîsten, Rojîșce
Trîsten (în ucraineană Тристень) este un sat în comuna Șciurîn din raionul Rojîșce, regiunea Volînia, Ucraina.

## Demografie
Componența lingvistică a localității Trîsten
     Ucraineană (99,66%)
     Alte limbi (0,34%)
Conform recensământului din 2001, majoritatea populației localității Trîsten era vorbitoare de ucraineană (99,66%), existând în minoritate și vorbitori de alte limbi.